# Шерман, Билл
Уи́льям Уо́лтон «Билл» Ше́рман (англ. William Walton "Bill" Sharman; 25 мая 1926 года, Абилин, Техас, США — 25 октября 2013 года, Редондо-Бич, Калифорния, США) — американский профессиональный баскетболист, тренер и менеджер, десятикратный чемпион Национальной баскетбольной ассоциации (4 раза в качестве игрока, 1 раз в качестве тренера и ещё 5 раз в качестве менеджера). Играл на позиции атакующего защитника. Член списка 50 величайших игроков в истории НБА, а также член Зала славы баскетбола в качестве игрока (1976) и в качестве тренера (2004). Только Джон Вуден, Ленни Уилкенс, Том Хейнсон и Билл Рассел разделяют эту двойную награду.
В качестве тренера Шерман выигрывал титулы в АБЛ, АБА и НБА, и именно ему принадлежит заслуга введения ставшей повсеместной утренней, лёгкой бросковой тренировки.
Он был первым североамериканским  спортивным деятелем, выигравшим чемпионат в качестве игрока, тренера и руководителя. Он был 10-кратным чемпионом НБА (выиграв четыре титула в составе «Бостон Селтикс», один в качестве главного тренера «Лос-Анджелес Лейкерс» и пять в качестве исполнительного директора «Лейкерс») и 12-кратный чемпион мира по баскетболу в общем зачете. Титулы АБЛ и АБА.

## Биография
Билл Шерман окончил университет Южной Калифорнии, там он входил в команды по баскетболу, бейсболу, боксу, теннису, лёгкой и тяжёлой атлетике. C 1944 по 1946 годы служил на флоте.
В 1950 году Шерман был выбран во втором раунде драфта НБА клубом «Вашингтон Кэпитолс». Через год перешёл в «Бостон Селтикс», в котором составил дуэт защитников с Бобом Коузи. С 1950 по 1955 годы Шерман также был запасным игроком бейсбольного клуба «Бруклин Доджерс» (ныне «Лос-Анджелес Доджерс») и играл в различных минорных лигах. В составе «Бостон Селтикс» Шерман четыре раза становился чемпионом НБА, восемь раз принимал участие в матче всех звёзд, семь раз был включён в символическую сборную звёзд НБА. Всего за 11 сезонов в НБА он сыграл 711 игр, сделал 2779 подборов, 2101 перехватов и набрал 12665 очков. Семь раз становился лидером чемпионата по проценту реализации штрафных бросков.
В ноябре 1961 года Билл ушёл из НБА в новую Американскую баскетбольную лигу, чтобы стать играющим тренером клуба «Лос-Анджелес Джетс». Уже в январе команда объявила о банкротстве, и он доработал сезон с «Кливленд Пайперс» и выиграл чемпионат. Потом работал в Университете штата Калифорния в Лос-Анджелесе. В 1966 году вернулся в НБА, приняв «Сан-Франциско Уорриорз». В сезоне 1970—1971 привёл клуб «Юта Старз» к победе в чемпионате Американской баскетбольной ассоциации. В следующем году он возглавил «Лос-Анджелес Лейкерс» и привёл его к первой за более чем десять лет победе в чемпионате НБА, сам Шерман был признан тренером года в НБА. Тренировал «Лейкерс» до 1976 года, потом был генеральным менеджером, президентом, консультантом клуба.
В 1976 году Шерман был включён в Зал славы баскетбола как игрок, а в 2004 году — как тренер. Билл один из четырёх человек, которых включали в Зал славы в обеих категориях, трое других — это Джон Вуден, Ленни Уилкенс и Том Хейнсон. 29 октября 1996 году Шерман был включён в список 50 величайших игроков в истории НБА.

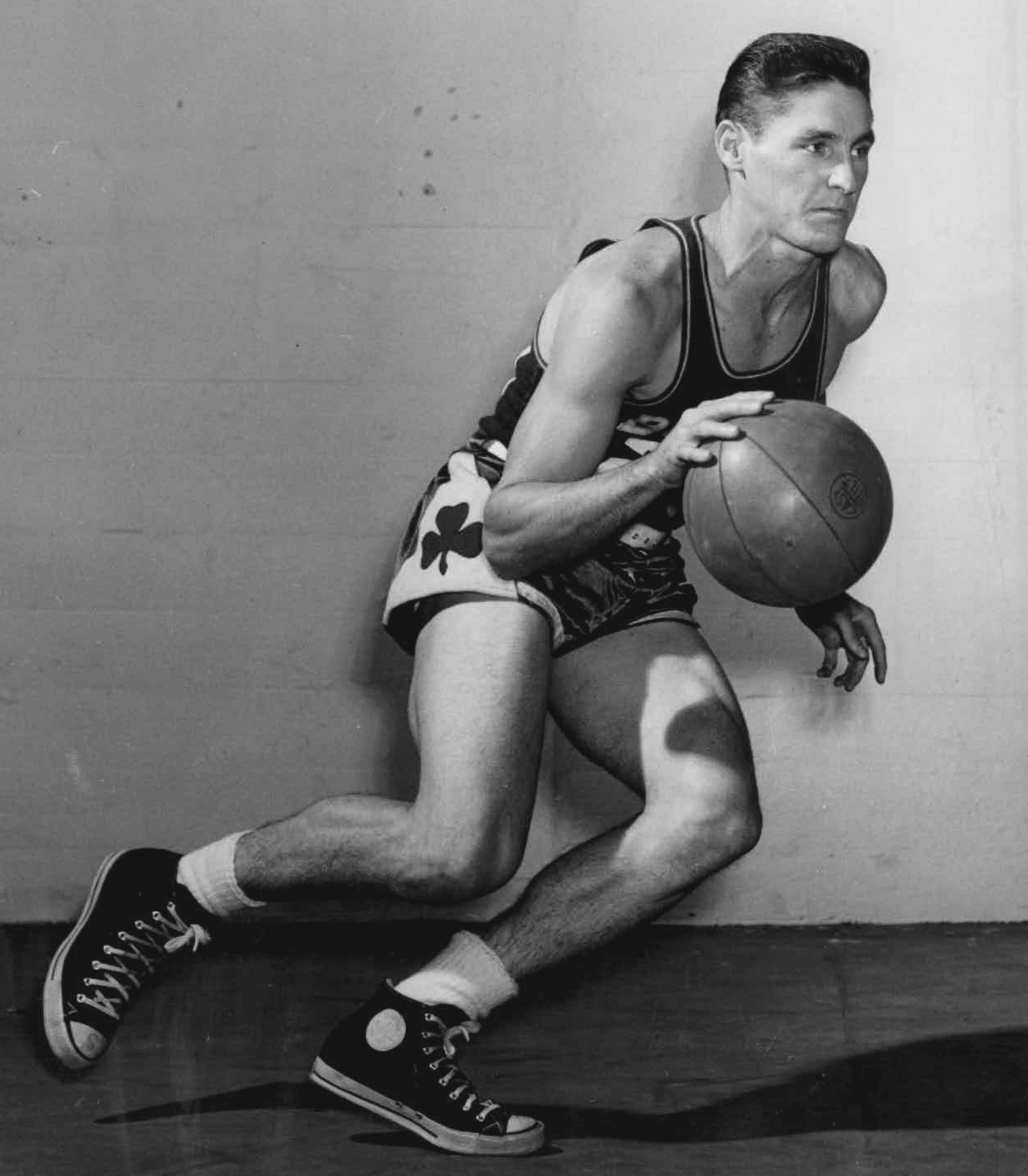
Шерман в 1952 году

## Смерть
Шерман умер 25 октября 2013 года в своем доме в Редондо Бич, Калифорния в возрасте 87 лет, после перенесенного за неделю до этого инсульта.

## Статистика

### Статистика в НБА
| Сезон                                                                                    | Команда   | Регулярный сезон | Регулярный сезон | Регулярный сезон | Регулярный сезон | Регулярный сезон | Регулярный сезон | Регулярный сезон | Регулярный сезон | Регулярный сезон | Регулярный сезон | Регулярный сезон | Серия плей-офф | Серия плей-офф | Серия плей-офф | Серия плей-офф | Серия плей-офф | Серия плей-офф | Серия плей-офф | Серия плей-офф | Серия плей-офф | Серия плей-офф | Серия плей-офф |
| Сезон                                                                                    | Команда   | GP               | GS               | MPG              | FG%              | 3P%              | FT%              | RPG              | APG              | SPG              | BPG              | PPG              | GP             | GS             | MPG            | FG%            | 3P%            | FT%            | RPG            | APG            | SPG            | BPG            | PPG            |
| ---------------------------------------------------------------------------------------- | --------- | ---------------- | ---------------- | ---------------- | ---------------- | ---------------- | ---------------- | ---------------- | ---------------- | ---------------- | ---------------- | ---------------- | -------------- | -------------- | -------------- | -------------- | -------------- | -------------- | -------------- | -------------- | -------------- | -------------- | -------------- |
| 1950/51                                                                                  | Вашингтон | 31               |                  |                  | 37,0             |                  | 88,9             | 3,5              | 1,3              |                  |                  | 12,2             | Не участвовал  | Не участвовал  | Не участвовал  | Не участвовал  | Не участвовал  | Не участвовал  | Не участвовал  | Не участвовал  | Не участвовал  | Не участвовал  | Не участвовал  |
| 1951/52                                                                                  | Бостон    | 63               |                  | 22,0             | 38,9             |                  | 85,9             | 3,5              | 2,4              |                  |                  | 10,7             | 1              |                | 27,0           | 58,3           |                | 100,0          | 3,0            | 7,0            |                |                | 15,0           |
| 1952/53                                                                                  | Бостон    | 71               |                  | 32,9             | 43,6             |                  | 85,0             | 4,1              | 2,7              |                  |                  | 16,2             | 6              |                | 33,5           | 33,3           |                | 93,8           | 2,5            | 2,5            |                |                | 11,7           |
| 1953/54                                                                                  | Бостон    | 72               |                  | 34,3             | 45,0             |                  | 84,4             | 3,5              | 3,2              |                  |                  | 16,0             | 6              |                | 34,3           | 43,2           |                | 86,0           | 4,2            | 1,7            |                |                | 18,8           |
| 1954/55                                                                                  | Бостон    | 68               |                  | 36,1             | 42,7             |                  | 89,7             | 4,4              | 4,1              |                  |                  | 18,4             | 7              |                | 41,4           | 50,0           |                | 92,1           | 5,4            | 5,4            |                |                | 20,7           |
| 1955/56                                                                                  | Бостон    | 72               |                  | 37,5             | 43,8             |                  | 86,7             | 3,6              | 4,7              |                  |                  | 19,9             | 3              |                | 39,7           | 39,1           |                | 94,1           | 2,3            | 4,0            |                |                | 17,3           |
| 1956/57                                                                                  | Бостон    | 67               |                  | 35,9             | 41,6             |                  | 90,5             | 4,3              | 3,5              |                  |                  | 21,1             | 10             |                | 37,7           | 38,1           |                | 95,3           | 3,5            | 2,9            |                |                | 21,1           |
| 1957/58                                                                                  | Бостон    | 63               |                  | 35,1             | 42,4             |                  | 89,3             | 4,7              | 2,7              |                  |                  | 22,3             | 11             |                | 36,9           | 40,7           |                | 92,9           | 4,9            | 2,3            |                |                | 21,1           |
| 1958/59                                                                                  | Бостон    | 72               |                  | 33,1             | 40,8             |                  | 93,2             | 4,1              | 2,5              |                  |                  | 20,4             | 11             |                | 29,3           | 42,5           |                | 96,6           | 3,3            | 2,5            |                |                | 20,1           |
| 1959/60                                                                                  | Бостон    | 71               |                  | 27,0             | 45,6             |                  | 86,6             | 3,7              | 2,0              |                  |                  | 19,3             | 13             |                | 28,0           | 42,1           |                | 81,1           | 3,5            | 1,5            |                |                | 16,8           |
| 1960/61                                                                                  | Бостон    | 61               |                  | 25,2             | 42,2             |                  | 92,1             | 3,7              | 2,4              |                  |                  | 16,0             | 10             |                | 26,1           | 51,1           |                | 88,9           | 2,7            | 1,7            |                |                | 16,8           |
|                                                                                          | Всего     | 711              |                  | 32,0             | 42,6             |                  | 88,3             | 3,9              | 3,0              |                  |                  | 17,8             | 78             |                | 33,0           | 42,6           |                | 91,1           | 3,7            | 2,6            |                |                | 18,5           |
| Наведите курсор мыши на аббревиатуры в заголовке таблицы, чтобы прочесть их расшифровку. |           |                  |                  |                  |                  |                  |                  |                  |                  |                  |                  |                  |                |                |                |                |                |                |                |                |                |                |                |